# Libán
Libán (vagy Gyergyólibántelep, (románul: Liban) falu Romániában, Hargita megyében.

## Története
Gyergyóújfalu része. 1956-ig adatai a községéhez voltak számítva. A trianoni békeszerződés előtt Csík vármegye Gyergyószentmiklósi járásához tartozott.

## Népessége
2002-ben 66 lakosa volt, ebből 66 magyar.

## Vallások
Lakói döntő többségében római katolikusok.